# Embreea rodigasiana
Embreea rodigasiana är en orkidéart som först beskrevs av Claes och Célestin Alfred Cogniaux, och fick sitt nu gällande namn av Dodson. Embreea rodigasiana ingår i släktet Embreea och familjen orkidéer. Inga underarter finns listade i Catalogue of Life.

## Bildgalleri

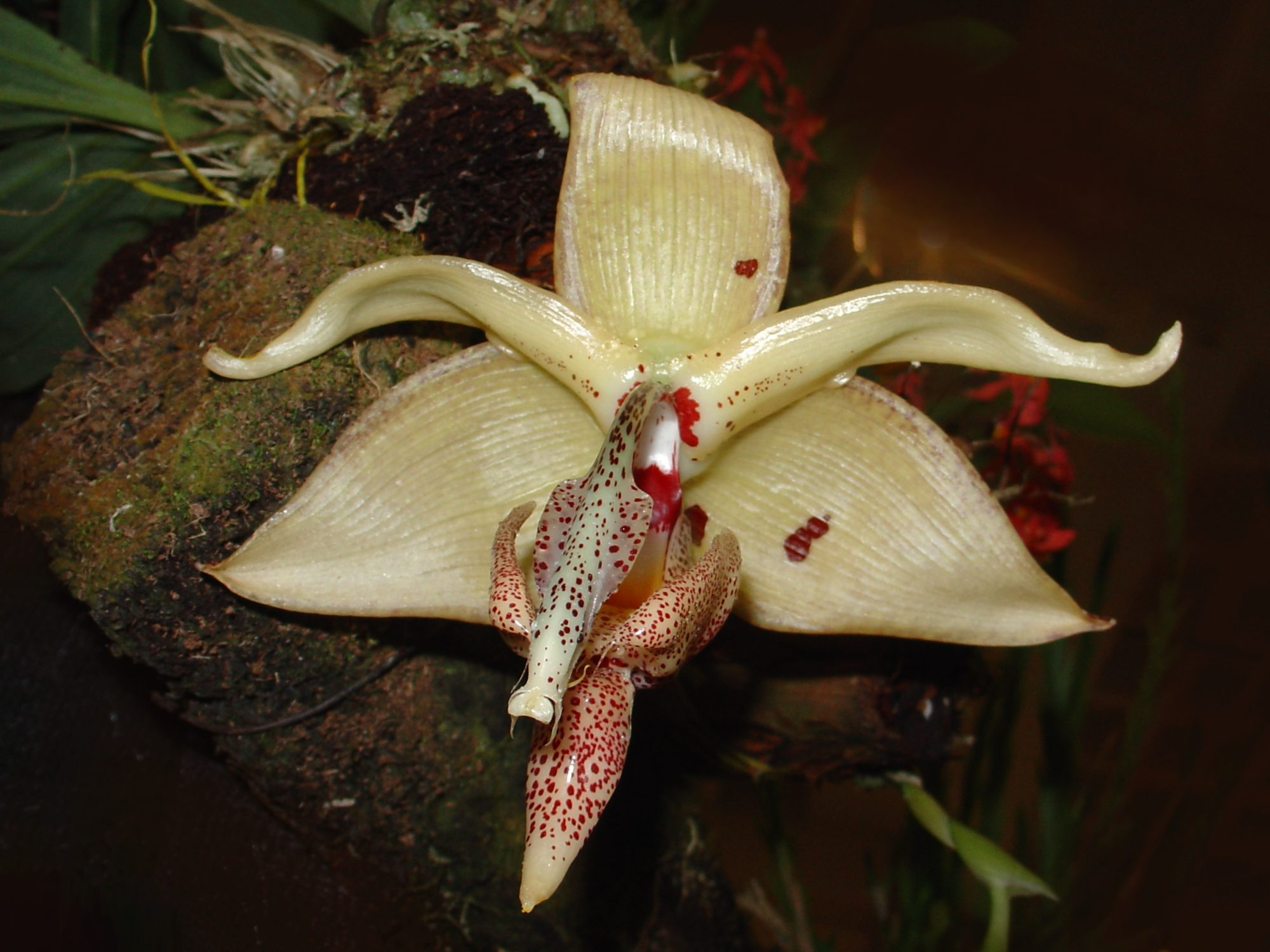